# Lingua ocuilteca
La lingua ocuilteca, chiamata anche tlahuica o matlatzinca atzingo nello standard ISO 639-3, è una lingua  oto-mangue parlata in Messico.

## Distribuzione geografica
Secondo i dati del censimento del 2010 effettuato dall'Instituto Nacional de Estadística y Geografía (INEGI), i locutori di ocuilteco in Messico sono 745.

## Classificazione
Secondo l'edizione 2009 di Ethnologue, la classificazione è la seguente:
- lingue oto-mangue
  - lingue otopame
    - lingue matlatzincane
      - lingua matlatzinca
      - lingua ocuilteca